# Majasaaret (ö i Birkaland)
Majasaaret är en ö i Finland. Den ligger i sjön Liesijärvi och i kommunen Ylöjärvi i den ekonomiska regionen Tammerfors och landskapet Birkaland, i den sydvästra delen av landet, 210 km norr om huvudstaden Helsingfors. Öns area är 1,2 hektar och dess största längd är 160 meter i sydöst-nordvästlig riktning.  Notera att namnet antyder att det är fråga om flera öar.